# Kolumna św. Józefa w Trnawie

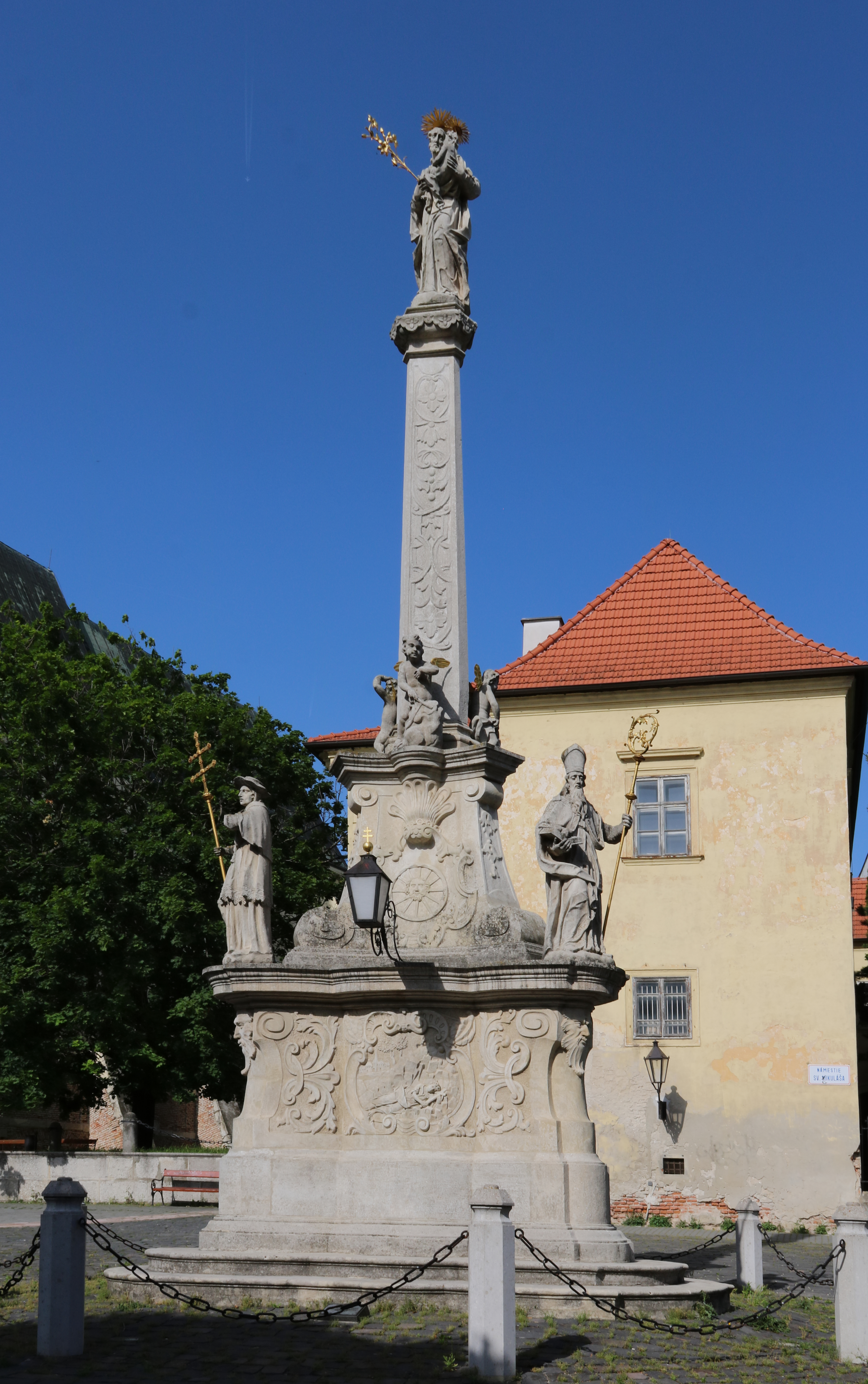
Kolumna św. Józefa w Trnawie

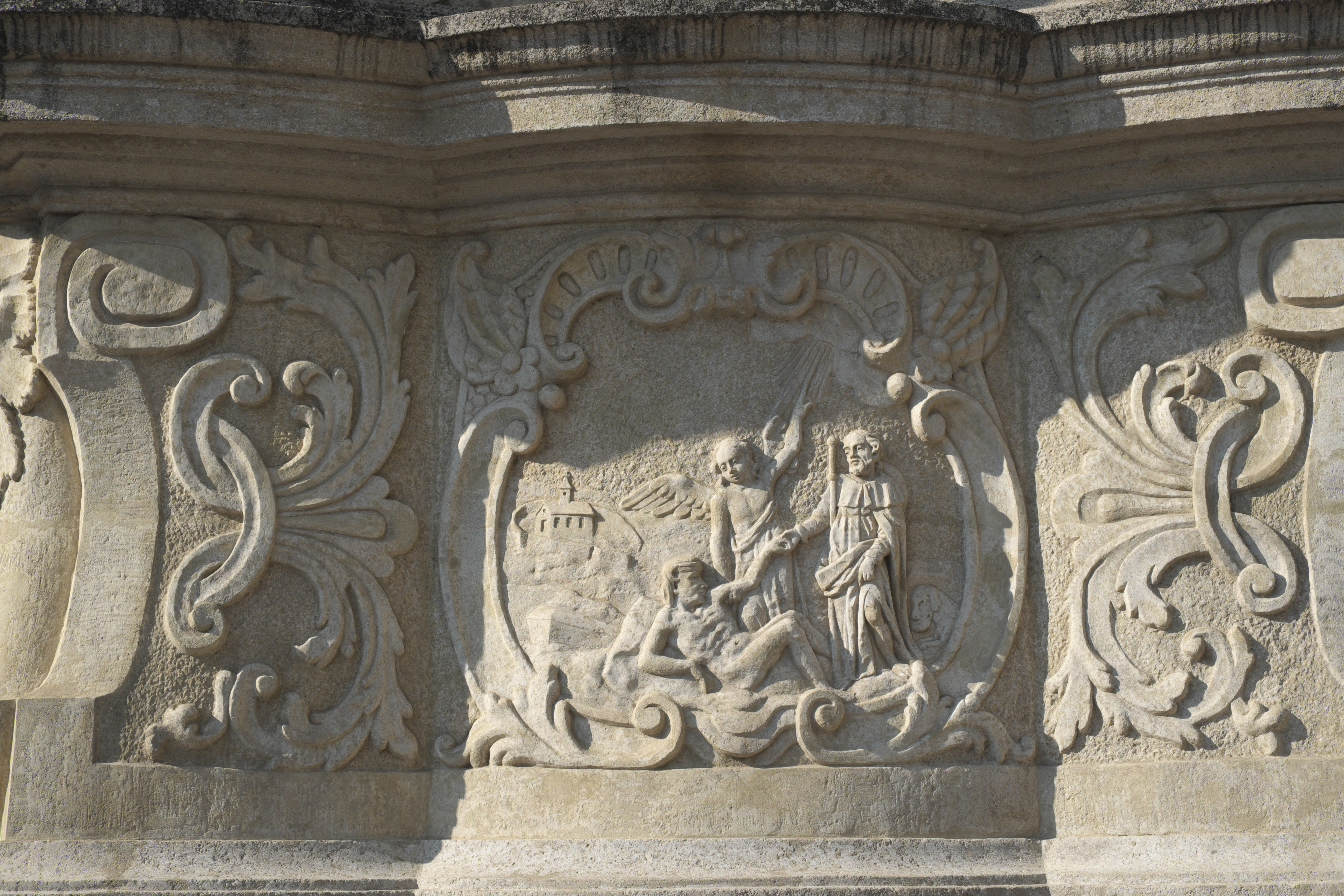
Kolumna św. Józefa w Trnawie – detal (płaskorzeźba przedstawiająca św. Rocha)

Kolumna św. Józefa w Trnawie (słow. súsošie svätého Jozefa) – barokowy zespół architektoniczno-rzeźbiarski, usytuowany w centralnej części Placu św. Mikołaja (słow. Námestie svätého Mikuláša) w Trnawie w południowo-zachodniej Słowacji. Z racji tego, że obiekt został ufundowany jako wyraz wdzięczności za zanik epidemii, która dotknęła miasto, popularnie nazywany jest „kolumną morową św. Józefa”.

## Historia
Dzisiejszy plac św. Mikołaja, położony we wschodniej części miasta, zajmuje miejsce na którym znajdowało się centrum pierwszej średniowiecznej osady Trnawy. Po przeniesieniu owego centrum w rejon obecnego Placu św. Trójcy (słow. Trojičné námestie) mniej więcej od połowy XVI w. miejsce to, położone tuż obok kościoła św. Mikołaja i otaczane kolejnymi instytucjami kościelnymi, zaczęło nabierać rangi duchowego ośrodka rozwijającego się miasta. Ponieważ na placu św. Trójcy stała już w tym czasie kolumna Trójcy Przenajświętszej uznano, że będzie ono najlepszym miejscem do ustawienia kolejnej kolumny wotywnej.

## Architektura
Autorem dzieła, wykonanego w 1731 r. jest miejscowy rzeźbiarz i kamieniarz, I. Melczer. Plan podstawy w postaci dwóch niskich stopni jest trójosiowy. Na podstawie umieszczony jest takiż cokół, nakryty płaską płytą. Na trzech ścianach cokołu, dekorowanego motywami roślinnymi i ludzkimi twarzami, znajdują się płaskorzeźby przedstawiające patronów, chroniących od zarazy: św. Rozalię, św. Sebastiana i św. Rocha. Na trzech zaokrąglonych narożnikach płyty wieńczącej cokół znajdują się figury św. Mikołaja, św. Karola Boromeusza i św. Katarzyny Aleksandryjskiej.
Podstawą samej kolumny jest ustawiony centralnie trójosiowy piedestał zwężający się ku górze, zaakcentowany spływami wolutowymi na krawędziach i bogato zdobiony detalami płaskorzeźbionymi, wśród których jest herb miasta. Na wybrzuszeniach wieńczącego go gzymsu ustawiono trzy figurki uskrzydlonych putt, trzymających narzędzia ciesielskie. Trzon kolumny, o trójkątnym przekroju, zdobiony płytkim reliefem o motywach geometryczno-roślinnych, nakrywa skromny kapitel. Na nim stoi figura św. Józefa, który na lewym ramieniu trzyma Dzieciątko Jezus, a w prawej dłoni gałązkę z kwiatami lilii.